# Montanha (filme)
Montanha é um filme luso-francês do género drama, realizado e escrito por João Salaviza, e protagonizado por Maria João Pinho, Rodrigo Perdigão, Carloto Cotta, David Mourato, Cheyenne Domingues e Ana Cris. Foi exibido no Festival de Veneza a 5 de setembro de 2015. Estreou-se em Portugal a 19 de novembro de 2015, e em França estreia a 4 de maio de 2016.

## Elenco
- Carloto Cotta como Gustavo
- Maria João Pinho como Mãe
- Mia Tomé
- David Mourato como David
- Cheyenne Domingues
- Rodrigo Perdigão como Rafa
- Ema Araújo
- Margarida Fernandes
- Raul Windson
- Ana Cris